# Rudolf Krause (Schauspieler)
Rudolf Krause (* 1964 in Karlsruhe) ist ein deutscher Schauspieler.

## Leben und Leistungen
Rudolf Krause wurde 1964 in Karlsruhe geboren und lebte dort, bis er acht Jahre alt war. Dann siedelte die Familie nach Hannover über. Durch seinen Musiklehrer kam ein Kontakt zur Statisterie des Opernhauses Hannover zustande. In kleinen Rollen sammelte er erste Erfahrungen auf der Bühne und war an vielen Musiktheater-Inszenierungen beteiligt u. a. mit den Regisseuren Herbert Wernicke und Intendant Hans-Peter Lehmann.
Er entschloss sich für eine Schauspielausbildung, die er an der Hochschule der Künste Berlin erhielt. Danach war er für ein Jahr an der Schaubühne am Lehniner Platz engagiert und anschließend an der Landesbühne Niedersachsen Nord in Wilhelmshaven. Danach arbeitete er frei – in Berlin, in Wien und Zürich, in Schauspiel-, Tanz- und Musiktheaterproduktionen, u. a. am Maxim-Gorki-Theater, dem Berliner Ensemble, der Neuköllner Oper, dem Fasson Theater Zürich – und immer öfter auch in Fernsehproduktionen.
Sechs Jahre lang machte er Improvisationstheater und trat im Chamäleon-Varieté in Berlin und als Gast des Impro-Theater-Ensembles Die Gorillas auf.
Seitdem unterrichtet er unterschiedliche Formen der Improvisation sowie Rollen- und Szenenarbeit als Dozent am Michael Tschechow Studio Berlin.
Er ist Mitglied des Freyer Ensembles, des Malers, Regisseurs und Bühnenbildners Achim Freyer und arbeitete mit ihm in Inszenierungen an der Deutschen Oper Berlin, der Staatsoper Unter den Linden und zuletzt 2013 am Musiktheater Linz in 'Cage Stage', einem Projekt mit Werken – und nach Ideen – von John Cage, zusammen mit Musikern des Brucknerorchesters Linz und dem Dirigenten Dennis Russell Davies.
Rudolf Krause wurde für seine Rolle als Hauptkommissar André Langner im Pilotfilm Verdecktes Spiel der Krimi-Reihe Unter Verdacht 2002 für den Deutschen Fernsehpreis in der Kategorie Bester Schauspieler in einer Nebenrolle nominiert und 2003 zusammen mit Drehbuchautor Alexander Adolph, Regisseur Friedemann Fromm und den Schauspielern Senta Berger und Gerd Anthoff mit dem Adolf-Grimme-Preis ausgezeichnet.

## Filmografie
- 2002–2019: Unter Verdacht (Fernsehreihe) → siehe Episodenliste
- 2003: Körner und Köter (Fernsehserie, 8 Folgen)
- 2003–2019: Großstadtrevier (Fernsehserie, verschiedene Rollen, 8 Folgen)
- 2004: Ein starkes Team: Der Verdacht (Fernsehreihe)
- 2005: Der Landarzt (Fernsehserie, Folge Eckholms Geburtstag)
- 2005: Die Wilden Kerle 2
- 2006, 2013: SOKO Köln (Fernsehserie, verschiedene Rollen, 2 Folgen)
- 2007: Angsthasen (Fernsehfilm)
- 2008: Der Bulle von Tölz: Bulle und Bär (Fernsehreihe)
- 2008: Patchwork (Fernsehfilm)
- 2009: Nachtschicht – Wir sind die Polizei (Fernsehreihe)
- 2010: Kein Geist für alle Fälle (Fernsehfilm)
- 2010: SOKO Leipzig (Fernsehserie, Folge Flaschensammler)
- 2010: Liebe, Babys und Familienglück (Fernsehfilm)
- 2010: Scheidung für Fortgeschrittene (Fernsehfilm)
- 2010: SOKO Stuttgart (Fernsehserie, Folge Tod im Wasser)
- 2012: Die Abenteuer des Huck Finn
- 2014: Die Spiegel-Affäre (Fernsehfilm)
- 2014: Quatsch und die Nasenbärbande
- 2014: Magic in the Moonlight
- 2015: Der Liebling des Himmels
- 2015: Ich bin dann mal weg
- 2015: Bettys Diagnose (Fernsehserie, Folge Allein auf weitem Flur)
- 2015: Ein starkes Team: Stirb einsam!
- 2015: Die Kanzlei (Fernsehserie, Folge Ein schwerer Verlust)
- 2016: Notruf Hafenkante (Fernsehserie, Folge Explosive Lage)
- 2018: Ku’damm 59 (Fernsehdreiteiler, Teil 3)
- 2020: Der Staatsanwalt (Fernsehserie, Folge Gestorben wird immer)
- 2020: Die Chefin (Fernsehserie, Folge 65 Portofino)
- 2022: Das weiße Schweigen (Fernsehfilm)
- 2022: Oskars Kleid

## Theater
- 2015: Bad Hersfelder Festspiele – Komödie der Irrungen
- 2016: Bad Hersfelder Festspiele – Hexenjagd[6]
- 2018: Kreuzgangspiele Feuchtwangen - Faust

## Hörspiele
- 2013: Lorenz Schröter: Das Herz ist ein Vollidiot – Regie: Thomas Wolfertz (Hörspiel – WDR)

## Auszeichnungen
- 2002 Nominierung Deutscher Fernsehpreis für Unter Verdacht: Verdecktes Spiel
- 2003 Adolf-Grimme-Preis für Unter Verdacht: Verdecktes Spiel
- 2006 'Stern des Jahres' der Münchener Abendzeitung